# Kevin Young
Kevin C. Young, ameriški atlet, * 16. september 1966, Watts, Kalifornija, ZDA.
Young je svoj največji uspeh dosegel v svojem edinem nastopu na olimpijskih igrah leta 1992 v Barceloni, ko je osvojil naslov olimpijskega prvaka z novim svetovnim rekordom. Pred tem ga je držal Edwin Moses, Youngov rekordni čas 46,78 je veljal do leta 2021. Leta 1993 je v Stuttgartu osvojil še naslov svetovnega prvaka, za tem pa po menjavi trenerja in poškodbah ni več posegel v svetovni vrh.